# Tachia occidentalis
Tachia occidentalis är en gentianaväxtart som beskrevs av Bassett Maguire och Weaver. Tachia occidentalis ingår i släktet Tachia och familjen gentianaväxter. Inga underarter finns listade i Catalogue of Life.